# امی نیتا
امی نیتا (انگلیسی: Emi Nitta; ۱۰ دسامبر ۱۹۸۵ – ) صداپیشه، خواننده، و تهیه‌کننده تلویزیونی اهل ژاپن بود. وی از سال ۲۰۱۰ میلادی تاکنون مشغول فعالیت بوده‌است.